# 海格·里瑟
海格·里瑟（挪威語：Hege Riise，1969年7月18日—），挪威足球教練及前足球員，司職中場。她曾代表挪威女足贏得挪威女足分別贏得了1993年女子歐洲杯、1995年的國際足總女子世界盃和2000年夏季奧林匹克運動會一枚金牌。2022年起成為挪威女隊主教練。